# Wim Arras
Wim Arras (Lier, 7 de febrer de 1964) és un ciclista belga, ja retirat, que fou professional entre 1986 i 1990. La seva carrera professional acabà prematurament el 1990 per culpa d'un accident de moto que patí el setembre de 1989. Durant la seva curta carrera professional aconseguí una quarantena de victòries, destacant la París-Brussel·les de 1987 i una victòria d'etapa a la Volta a Catalunya de 1986.

## Palmarès
- 1985
  - 1r a la Hasselt-Spa-Hasselt
  - Vencedor de 4 etapes de l'Olympia's Tour
  - Vencedor de 3 etapes de la Ronde van de Kempen
  - Vencedor d'una etapa de la Ronde van West-Vlaanderen
- 1986
  - Vencedor de 2 etapes de la Volta a Suècia
  - Vencedor d'una etapa de la Volta a Catalunya
  - Vencedor d'una etapa de la Volta a Andalusia
  - Vencedor d'una etapa de la Volta als Països Baixos
- 1987
  - 1r a la París-Brussel·les
  - 1r al Gran Premi Wielerrevue
  - 1r a la Profronde van Maastricht
  - 1r a la Volta a Limburg
  - Vencedor de 2 etapes de la Setmana Catalana
  - Vencedor d'una etapa de la Challenge Costa Brava
- 1988
  - 1r a Profronde van Almelo
  - Vencedor de 2 etapes de la Volta als Països Baixos
  - Vencedor d'una etapa de la París-Bourges
  - Vencedor d'una etapa del Tour de l'Oise
- 1989
  - Vencedor de 2 etapes dels Quatre dies de Dunkerque
  - Vencedor d'una etapa de l'Etoile de Bessèges
  - Vencedor d'una etapa del Tour d'Armòrica

### Resultats al Tour de França
- 1986. Abandona (1a etapa)

### Resultats a la Volta a Espanya
- 1986. Abandona (12a etapa)
- 1987. Abandona (6a etapa)